# Saya
Saya (jap. 鞘 saya; tu: pochwa miecza) – pochwa japońskiego miecza (katana, wakizashi, tantō) lub broni drzewcowej (yari, naginata). 
Saya zalicza się do stroju broni, czyli koshirae. Wykonywana najczęściej z dwóch płaskich kawałków drewna ściśle pod ostrze, które miało się w niej mieścić. Po sklejeniu lakierowana lub rzadziej owijana skórą. W zależności od stylu występowały na niej lub nie różnego rodzaju zdobienia, malowane lub w postaci inkrustacji. Otwór wejściowy zwano koiguchi, a zakończenie kojiri.